# Menua

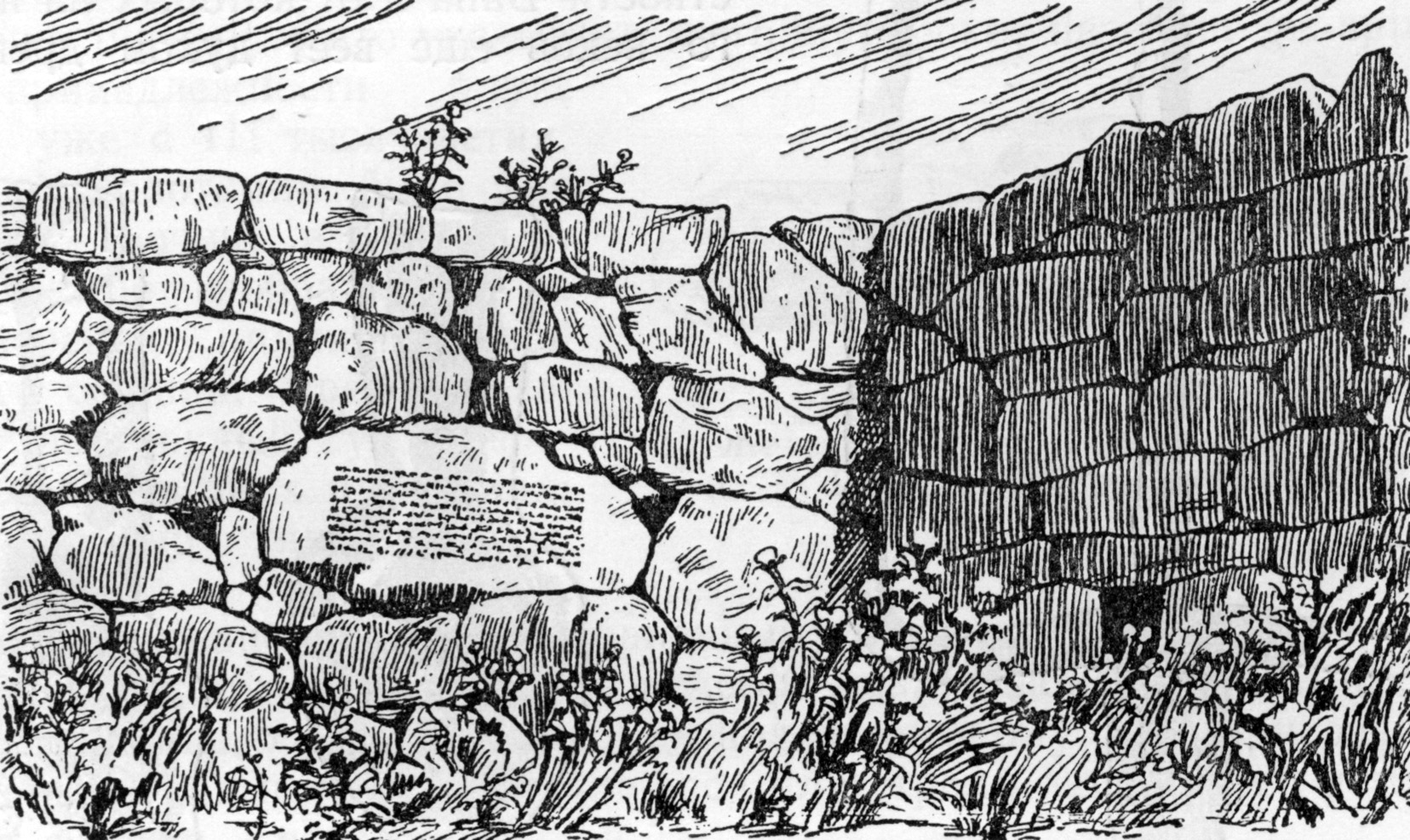
Ein Kanal, der unter Menua angelegt wurde, mit einer Inschrift.

Menua (auch Menuas oder Minua) war ein urarṭäischer König, der ungefähr von 810 bis 785 v. Chr. regierte.
Er war der jüngere Sohn seines Vorgängers Išpuini und zehn Jahre lang sein Mitregent. Nach der Kel-i-Schin Inschrift hatte er als Kronprinz mit seinem Vater eine Pilgerfahrt nach Muṣaṣir unternommen und dem Gott Ḫaldi reiche Opfer dargebracht. Er war mit Tariria verheiratet. Der Name der Königin ist durch eine Inschrift am Samiran arki belegt, die den Weingarten der Tariria kennzeichnet.
Sein Nachfolger war sein Sohn Argišti I., der die Expansionspolitik erfolgreich fortführte. Auch ein Sohn Inušpua ist durch Inschriften belegt.

## Feldzüge
Menua führte Feldzüge gegen die Mannäer und besiegte sie am Urmia-See, er erreichte den Aras und ließ in Mešta einen Palast errichten. Dies berichtet eine urarṭäische Inschrift von Taštepe bei Solduz. Menua eroberte Malatya und die Ušnu-Ebene. Nach Inschriften von der Stele von Yazılıtaş und Süngütaşı (Zivin) zog er gegen Diauehe und Erekua zu Felde, Diauehe wurde tributpflichtig gemacht, aber nicht dem Reich angegliedert. Er behauptet, im Westen den Euphrat überschritten zu haben.

## Bauten
Menua gründete die Residenz Menuachinili (heute Khor Virap) am Berg Ararat, während Tušpa (heute Van) die Hauptstadt des Urarṭäerreiches blieb. Auch der Bau der Festung von Qalatgah wird Menua zugeschrieben.
Inschriften aus Taşburun und Başbulak berichten von Bauten, die der König hier errichten ließ.
Menua ließ die landwirtschaftliche Nutzfläche in Urarṭu erweitern und neue Bewässerungskanäle bauen, wie durch Inschriften belegt (z. B. Felsinschrift von Adaköy, Bakımlı, Katembastı, Edremit und Hotanlı). Der armenische Historiker Moses von Choren wies die Kanäle später der mythischen Königin Semiramis zu. Menua gab diesen Kanälen den Titel Menua-Kanal (Menua pili). Der
Semiramis-Kanal ist mit insgesamt 13 Inschriften gekennzeichnet. Er überquerte auf einem Aquädukt den Hoşap Su.
Unter Menua wurden auch die ersten susi und das älteste bekannte Stelenheiligtum in Karahan erbaut.

## Titel
Menua legte sich den Titel „König der Könige“ (LUGAL e-ri-la-a-ú-e) zu.

## Stelen/Inschriften
- Felsinschrift von Adaköy
- Ain-e Rum
- Alazli/Trimerd, 18 km östlich von Muş[8]
- Bağin (heute: Dedebağ), in früheren Jahrhunderten „Baghin“, „Bağhin“, „Baghnadoon“, 29 km nordwestlich von Palu[9]
- Bakımlı/Ischhaniskom südlich der Stadt Van[10]
- Dzoravank, unweit von Berkri[11]
- Hotanlı, Kanal
- Katembastı/Katepanz bei Artameda[12]
- Karahan (Mündung des Bendimahi in den Vansee)[13]
- Kalataş, 15 km östlich von Uschni und 22 km nordwestlich von Hagadez, Urmiasee[14]
- Karatabuk (Gjusak) im Nordwesten des Vansees, Fragment[15]
- Muradiye (Berkri), nordwestlich vom Vansee, Fragment[11]
- Muş[8]
- Palu (Balu) am rechten Ufer des Arazani/Murat,[16]
- Sarmansuyu/Artamed-Edremit im Südwesten von Van[17]
- Inschrift von Taštepe, 21 km nordwestlich von Miandoab[18]
- Tarr/Yalindjus bei Muradiye, im Nordosten des Vansees.[19]
- Van, Surb Poros[20]
- Stele von Yazılıtaş, Eşek Ilyas zwischen Pasinler und Delibaba[21]
- Yukarni Kaimaz/Mschikert-Meschinkert südöstlich von Van[22]
- Stele von Zivin, Süngütaşı zwischen Erzurum und Kars[23]
- Zolakert/Zelegert/Цолакерт bei Taşburnu am Hang des Ararat[24][25]

## Trivia
Menua hatte ein Pferd namens Arsibi, was vielleicht Adler bedeutet (inukani esinini ANSU.KUR.RA Arsibini tini Menua pii aštibi 22 I Ú) „Von der Quelle, die zur Arsibi-Pferde-Weide gehört, sind dem Menua durch Kauf 22 Maßeinheiten zugeteilt“ (König 1957: 84).